# Adrià Alsina Leal
Adrià Alsina Leal   (Barcelona, 1982) és un periodista i politòleg català.
El 2004 es va llicenciar Ciències Polítiques per la Universitat Autònoma de Barcelona i el 2006 en Periodisme per la Universitat Pompeu Fabra. Més tard va cursar un màster en Comerç Internacional a Madrid i un altre de Comunicació Global a Hong Kong. Ha treballat com a consultor de comunicació internacional per a organitzacions com ara el Banc Mundial, Banc Africà de Desenvolupament, l'OCDE i el Banc Interamericà de Desenvolupament.
A partir d'agost de 2016 va ser el cap de premsa de l'Assamblea Nacional Catalana (ANC). A les següents eleccions es va presentar per a presidir l'entitat. Va entrar com a membre del Secretariat d'aquesta organització en el mandat d'Elisenda Paluzie. Al setembre de 2018 en va dimitir en presentar-se com a candidat a les primàries per a l'Alcaldia de Barcelona on va quedar en segona posició en la primera volta i primer en la segona volta. D'aquesta manera, ocupa la quarta posició de la candidatura Barcelona és capital liderada pel filòsof Jordi Graupera.
Ha col·laborat com a tertulià o col·laborador a Ràdio Sant Cugat, Vilaweb, Dossier Econòmic, TV3 o Bloomberg TV. Ha exercit de professor a les universitats de la Sorbona, Xinesa de Hong Kong, a l'IDEC de la Universitat Pompeu Fabra i és professor associat a la Universitat de Vic. Ha viscut a São Paulo, París, Hong Kong, Washington, Madrid, Londres i Hamburg, parla anglès, portuguès i francès.
Adrià Alsina explica les decisions dels líders i la comunicació de l'independentisme durant l'any 2017 i proposa una estratègia per arribar més forts la pròxima vegada en l'obra Per què la independència va fracassar i per què encara és possible (Madrid: Catarata, 2021).